# Grupa armii

Znak taktyczny frontu/grupy armii

Grupa armii – nazwa największego zgrupowania operacyjnego działającego na danym teatrze operacyjnym, składającego się z kilku armii lub armii i kilku samodzielnych korpusów. Nazwa czasami może być  stosowana wymiennie z pojęciem frontu. 
Grupa armii to związek operacyjno-strategiczny o  różnym składzie, formowany w celu skoordynowania pod wspólnym dowództwem działań kilku armii. Działa na danym teatrze działań wojennych lub funkcjonuje samodzielnie. Oprócz armii polowych (ogólnowojskowych) składa się z  samodzielnych związków taktycznych oraz lotnictwa.
Dowództwo grupy w zasadzie nie spełnia funkcji administracyjnych ani funkcji zaopatrzeniowych.

## Alianckie grupy armii
- I wojna światowa
  - Północna Grupa Armii
  - Centralna Grupa Armii
  - Wschodnia Grupa Armii
  - Rezerwowa Grupa Armii
- II wojna światowa
  - 1939–1940
    - 1 Grupa Armii
    - 2 Grupa Armii
    - 3 Grupa Armii
    - 4 Grupa Armii

  - 1943–1945
    - 1 Grupa Armii
    - 6 Grupa Armii
    - 11 Grupa Armii
    - 12 Grupa Armii
    - 15 Grupa Armii
    - 18 Grupa Armii
    - 21 Grupa Armii
- NATO
  - Północna Grupa Armii
  - Centralna Grupa Armii